# Umburanas (Brumado)
Umburanas é um dos quatro distritos pertecentes ao município de Brumado, interior da Bahia, Brasil.

## Economia
Umburanas se tornou uma das regiões mais importantes do município, por conta da jazida de ouro descoberta em janeiro de 2019, o que deverá contribuir para o desenvolvimento econômico do distrito e da região. O distrito também já é produtor de frutas, como umbu, manga, maracujá, banana, goiaba e caju, além de hortaliças e outras lavouras de agricultura familiar. Além das frutas que são comercializadas in natura, polpas e geleias são fabricadas para revenda. Também contribui para a economia local a comercialização de gados caprinos e 
bovinos, além de possuir um pequeno comércio, integrando mercearias, bares, padarias, entre outros.

## Infraestrutura
O distrito conta com escolas de educação integral (uma delas de ensino médio), posto de saúde, ruas pavimentadas (não todas). Conta também com uma extensão da BR-030. Por se tratar de um distrito muito pequeno, não conta com compelxos hospitalares e complexos policiais. Possui rede de água encanada e tratada pela Embasa e energia elétrica fornecida pela Coelba.